# Farnell Valley
Das Farnell Valley ist ein 1,5 km langes und eisfreies Seitental auf der Südostseite des Beacon Valley in den Quartermain Mountains des ostantarktischen Viktorialands.
Das Advisory Committee on Antarctic Names benannte es 1964 nach  James B. H. Farnell, der 1960 von der McMurdo-Station aus bei der Versorgung von Feldforschungsmannschaften behilflich war.